# Morro d'Oro
Morro d'Oro là một đô thị và thị xã của Ý. Đô thị này thuộc tỉnh Teramo trong vùng Abruzzo. Morro d'Oro có diện tích km2, dân số theo ước tính năm 2005 của Viện thống kê quốc gia Ý là người. 
Các đơn vị dân cư:
Đô thị Morro d'Oro giáp với các đô thị: